# Bauernstein Domnitz

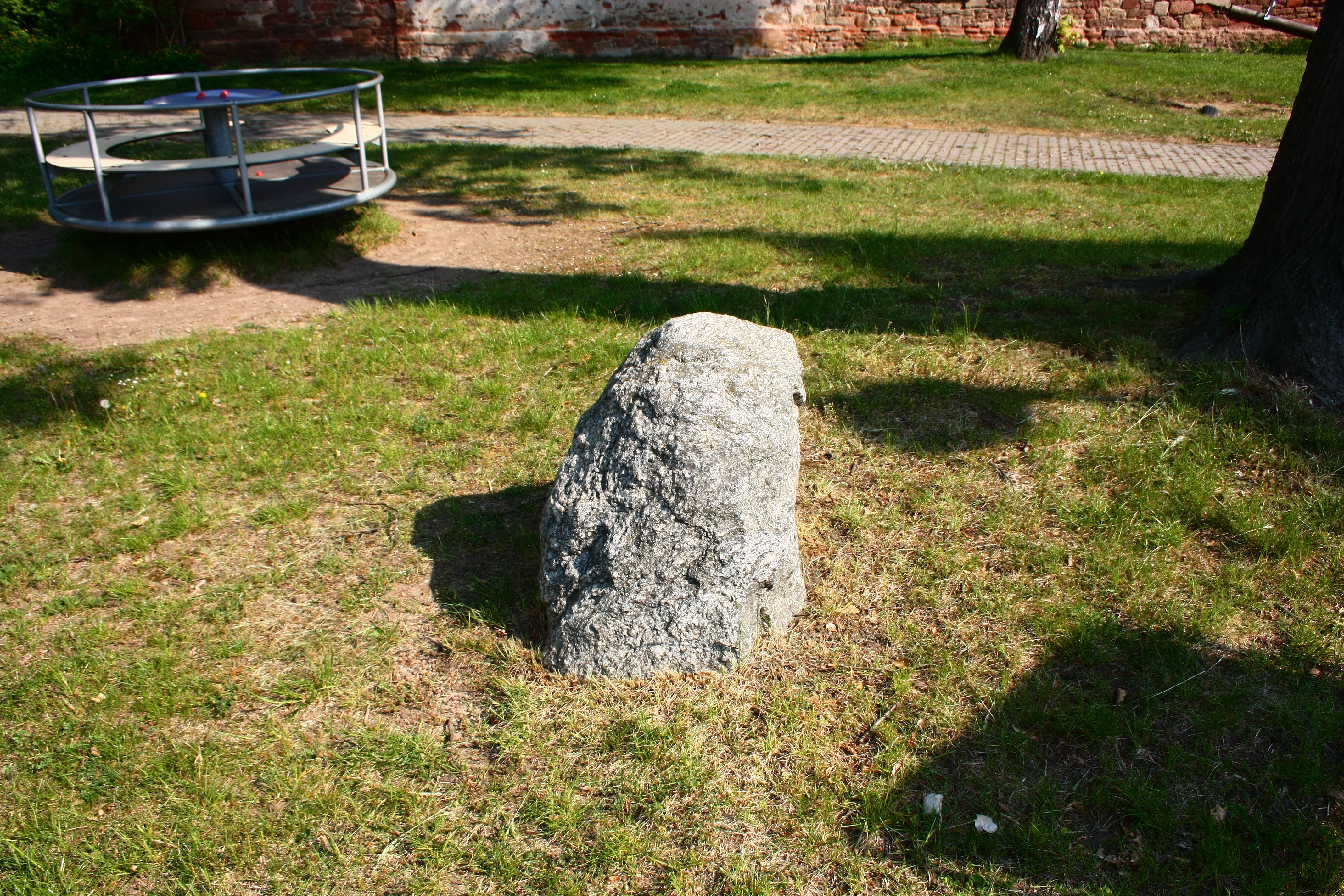
Bauernstein Domnitz

Der Bauernstein von Domnitz ist ein Gerichtsstein in der Stadt Wettin-Löbejün im Saalekreis in Sachsen-Anhalt. Das Kleindenkmal steht unter Denkmalschutz und ist im Bodendenkmalverzeichnis (Denkmal-ID 428300218) als besonderer Stein registriert.
In der Ortsmitte vieler, aber bei weitem nicht aller Dörfer des südlichen Sachsen-Anhalts befand sich ein Stein, der lokal unterschiedlich, regional aber Bauernstein genannt wurde. Hier, in anderen Dörfern unter einem markanten Baum oder in einem separaten Gebäude, wurden kleine Rechtsstreitigkeiten entschieden und die Gemeinde betreffende Vereinbarungen getroffen.
Das Aussehen der Bauernsteine variiert zwar durchaus, dennoch sind Steine mit flacher Oberfläche typisch zu nennen. Der Stein in der Mittelstraße in Domnitz ist hingegen eher als unförmig zu bezeichnen. Der dreikantige Granitstein, der sich nordwestlich der Kirche auf einer Freifläche am Gutshof befindet, ist nur 75 mal 70 Zentimeter groß, so dass vermutet wird, dass es sich um den Rest eines größeren Steines handelt.
Der Bauernstein befindet sich unter einer Linde, die hier aber keine Gerichtslinde darstellt, sondern die vielmehr eine Friedenslinde von 1866 ist, wie eine Tafel an diesem Baum erklärt. Ein anderes Bruchstück des Steins wurde bereits vor 1900 zerstört. Es befand sich nördlich der Kirche und trug die Inschrift Dies ist ein Bauernstein.